# Potence (vélo)
Pour les articles homonymes, voir Potence.

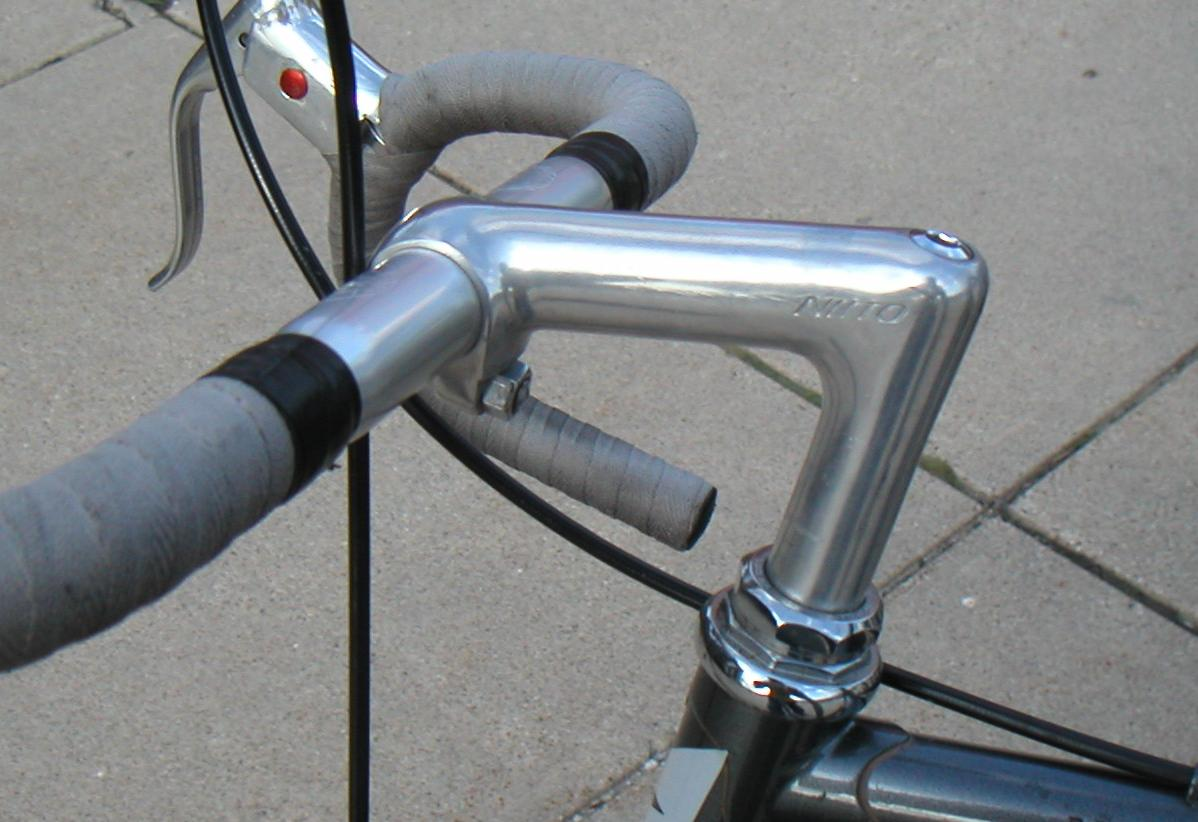
Potence plongeur.

La potence est un composant du guidon d'une bicyclette. Elle relie le cintre à l'axe de direction du cadre au niveau de la partie supérieure de la fourche.

## Types de fixation au cadre
Deux types de fixation existent :

### Plongeur
Pour le type plongeur, la potence s'insère dans le tube de direction qui est fileté pour en permettre le réglage. C'est le type de fixation qui équipe les bicyclettes depuis les origines.

### Aheadset

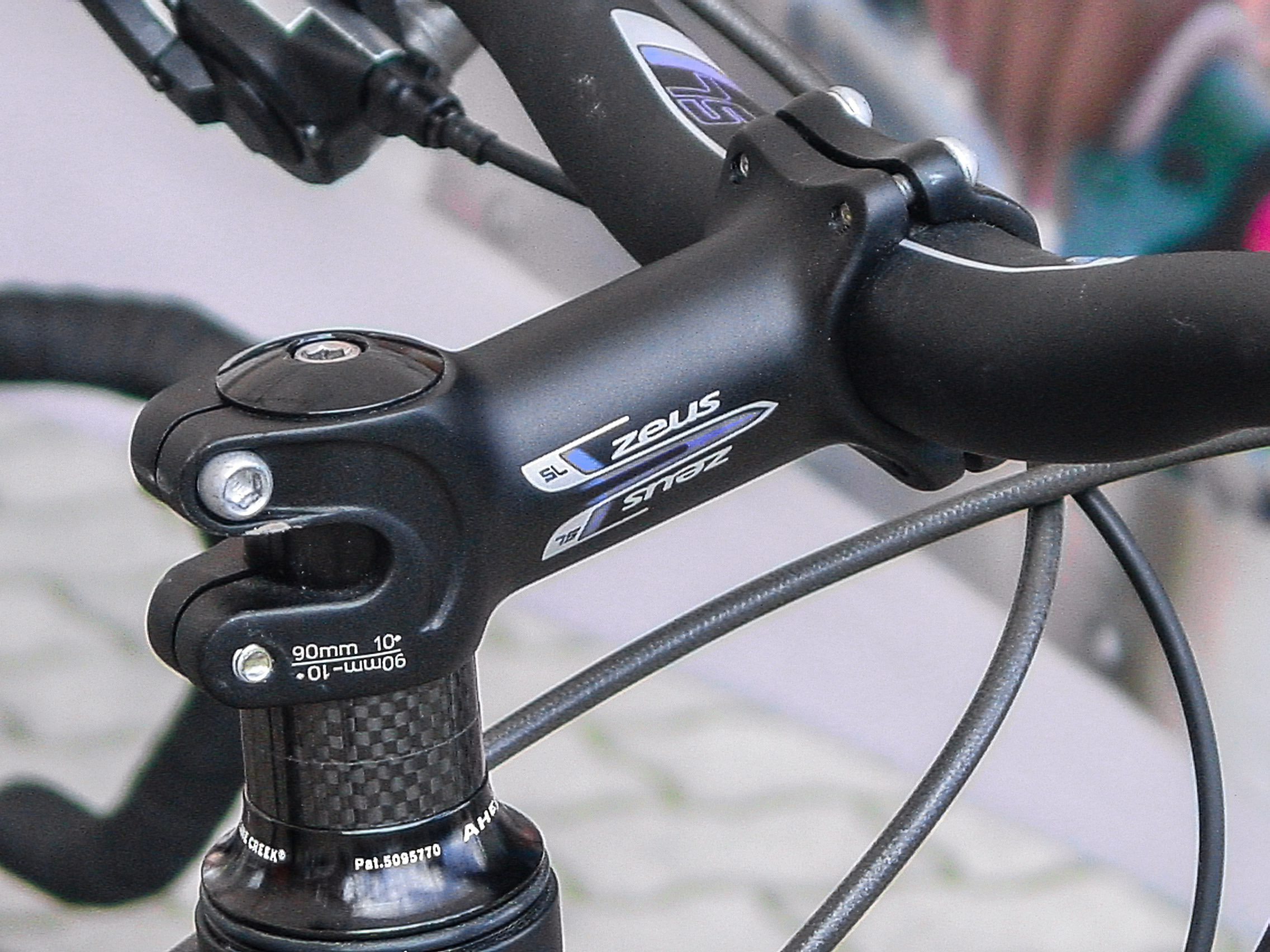
Potence aheadset.

Le type aheadset, apparu au début des années 2000, est fixé par un collier de serrage sur une extension du tube de direction.

## Matériaux
Les potences peuvent être fabriquées soit en acier, en aluminium, en fibre de carbone ou en titane.